# Vlădășești, Mehedinți
Vlădășești este un sat în comuna Corcova din județul Mehedinți, Oltenia, România.